# Szwedzka Konfederacja Związków Zawodowych
Szwedzka Konfederacja Związków Zawodowych (szw. Landsorganisationen i Sverige, LO) – szwedzka centrala związkowa działająca od 1898. Obecnie jest największym zrzeszeniem związków zawodowych działającym na terenie Szwecji. Skupia około 1 400 000 miliona pracowników.

## Organizacja
Organizacje członkowskie zrzeszone w LO posiadają dużą autonomię. Centrala odpowiada za koordynowanie wspólnych działań, m.in. negocjacje płacowe na szczeblu krajowym, działalność międzynarodowa, szkolenia związkowe, edukacja młodzieży, równouprawnienie na rynku pracy oraz zabezpieczenia społeczne.
Wszystkie organizacje zjednoczone w LO ponoszą pełną odpowiedzialność za działania podejmowane w swoich sektorach. Chodzi między innymi o prowadzenie negocjacji układów zbiorowych pracy na szczeblu krajowym i lokalnym oraz administrowanie funduszy ubezpieczeń od bezrobocia.
Najwyższą władzą Szwedzkiej Konfederacji Związków Zawodowych jest kongres, który zbiera się raz na cztery lata. Uczestniczy w nim 430 delegatów, w tym 300 delegatów wybranych przez 16 federacji oraz 130 członków Rady Głównej. Jest ona wybierana podczas Kongresu i zbiera się dwa razy w roku. Natomiast Rada Wykonawcza składa się z 15 osób również wybranych przez Kongres. Są to: przewodniczący i trzech zastępców oraz 11 członków reprezentujących różne federacje.

## Historia
Centrala została założona przez związki zawodowe pracowników biurowych z inicjatywy Skandynawskiego Kongresu Pracy i Szwedzkiej Socjaldemokratycznej Partii Robotniczej. Pierwszym Przewodniczącym został Fredrik Sterky, redaktor gazety „Ny Tid".
W 1956 socjaldemokratyczna gazeta „Stockholms-Tidningen” została przejęta przez LO. W 1996 centrala posiadał również 50,1 procent udziałów w gazecie „Aftonbladet”, a tym samym kontrolowała także kierunek polityczny czasopisma. 15 czerwca 2009 ogłoszono, że norweska grupa medialna Schibsted , posiadająca dotychczas 49,9 proc. akcji, kupiła dodatkowe 41 proc. akcji Aftonbladet. LO zachowało 9 proc. udziałów i prawo weta wobec decyzji zarządu o tym, kto powinien zostać redaktorem naczelnym działów redakcyjnych, dyskusyjnych i kulturalnych gazety.